# Market Deeping
Market Deeping est une petite ville de marché du Lincolnshire, en Angleterre. Elle est située sur la rive nord de la Welland (en), à 13 km à l'est de la ville de Stamford. Administrativement, elle relève du district de South Kesteven. Au recensement de 2011, elle comptait 6 008 habitants.